# Relais 4 × 100 mètres féminin aux championnats du monde d'athlétisme 1983
Navigation
Rome 1987
L'épreuve du relais 4 × 100 mètres féminin des championnats du monde d'athlétisme 1983 s'est déroulée le 10 août 1983 dans le Stade olympique d'Helsinki, en Finlande. Elle est remportée par l'équipe d'Allemagne de l'Est (Silke Gladisch-Möller, Marita Koch, Ingrid Auerswald-Lange et Marlies Oelsner-Göhr).

## Résultats

### Finale
| Rang               | Pays               | Athlètes                                                                          | Temps   | Notes |
| ------------------ | ------------------ | --------------------------------------------------------------------------------- | ------- | ----- |
| Médaille d'or      | Allemagne de l'Est | Silke Gladisch-Möller Marita Koch Ingrid Auerswald-Lange Marlies Oelsner-Göhr     | 41 s 76 |       |
| Médaille d'argent  | Royaume-Uni        | Joan Baptiste Kathy Smallwood-Cook Beverley Goddard-Callender Shirley Thomas      | 42 s 71 |       |
| Médaille de bronze | Jamaïque           | Leleith Hodges Jacqueline Pusey Juliet Cuthbert Merlene Ottey                     | 42 s 73 |       |
| 4                  | Bulgarie           | Ginka Zagorcheva Anelia Nuneva Nadezhda Georgieva Pepa Pavlova                    | 42 s 93 |       |
| 5                  | Canada             | Angela Bailey Marita Payne-Wiggins Tanya Brothers Molly Killingbeck               | 43 s 05 |       |
| 6                  | Union soviétique   | Lyudmila Kondratyeva Yelena Vinogradova Irina Olkhovnikova Olga Antonova          | 43 s 22 |       |
| 7                  | France             | Marie-France Loval Marie-Christine Cazier-Ballo Rose-Aimée Bacoul Liliane Gaschet | 43 s 40 |       |
| 8                  | Tchécoslovaquie    | Jarmila Nygrýnová Stepanka Sokolova Radislava Soborova Eva Murková                | 43 s 78 |       |

### Séries[2]
| Rang | Série | Pays                 | Athlètes                                                                      | Temps   | Notes |
| ---- | ----- | -------------------- | ----------------------------------------------------------------------------- | ------- | ----- |
| 1    | 2     | Allemagne de l'Est   | Silke Gladisch-Möller Marita Koch Ingrid Auerswald Marlies Göhr               | 42 s 59 | Q     |
| 2    | 1     | Royaume-Uni          | Joan Baptiste Kathy Cook Beverley Goddard-Callender Shirley Thomas            | 43 s 06 | Q     |
| 3    | 2     | Jamaïque             | Leleith Hodges Jacqueline Pusey Juliet Cuthbert Merlene Ottey                 | 43 s 10 | Q     |
| 4    | 1     | Bulgarie             | Ginka Zagorcheva Anelia Nuneva Nadezhda Georgieva Pepa Pavlova                | 43 s 19 | Q     |
| 5    | 1     | Union soviétique     | Lyudmila Kondratyeva Yelena Vinogradova Irina Olkhovnikov Olga Antonova       | 43 s 51 | Q     |
| 6    | 2     | France               | Marie-France Loval Marie-Christine Cazier Rose-Aimée Bacoul Liliane Gaschet   | 43 s 52 | Q     |
| 7    | 1     | Tchécoslovaquie      | Jarmila Nygrýnová Stepanka Sokolova Radislava Sobor Eva Murková               | 43 s 89 | Q     |
| 8    | 2     | Canada               | Angela Bailey Marita Payne Tanya Brothers Molly Killingbeck                   | 44 s 19 | Q     |
| 9    | 2     | États-Unis           | Alice Brown Diane Williams Chandra Cheeseborough Randy Givens                 | 44 s 20 |       |
| 10   | 1     | Allemagne de l'Ouest | Monika Hirsch Elke Vollmer Michaela Schabinger Ute Thimm                      | 44 s 21 |       |
| 11   | 1     | Italie               | Carla Mercurio Erica Rossi Daniela Ferrian Marisa Masullo                     | 44 s 46 |       |
| 12   | 2     | Bahamas              | Shonel Ferguson Pauline Davis-Thompson Whelma Colebrook Oralee Fowler         | 44 s 76 |       |
| 13   | 1     | Finlande             | Sisko Markkanen-Hanhijoki Helinä Marjamaa Margareete Honkaharju Ritta Ketonen | 44 s 77 |       |
| 14   | 1     | Danemark             | Britt Hansen Lisbet Nissen-Petersen Helle Theil Dorthe A. Rasmussen           | 45 s 04 |       |
| 15   | 2     | Ghana                | Grace Armah Mercy Addy Elisabeth Wilson Mary Mensah                           | 47 s 51 |       |

## Légende
Records et Performances
- AR : Record continental (area record)
- CR : Record des championnats (championship record)
- MR : Record du meeting (meet record)
- NR : Record national (national record)
- OR : Record olympique (olympic record)
- PR : Record paralympique (paralympic record)
- PB : Record personnel (personal best)
- SB : Meilleure performance personnelle de la saison (season's best)
- WL : Meilleure performance mondiale de l'année (world leader)
- WJR : Record du monde junior (world junior record)
- WR : Record du monde (world record)

Circonstances et Conditions
- DNF : N'a pas terminé (did not finish)
- DNS : N'a pas pris le départ (did not start)
- DQ : Disqualification (disqualification)
- NM : Aucun essai valable enregistré (No Mark)
- Q : Qualifié « directement » au prochain tour (ou à la prochaine compétition), lors d'une compétition majeure, grâce au classement ou à la réalisation des minima (automatic qualifier)
- q : Qualifié au prochain tour (ou à la prochaine compétition), lors d'une compétition majeure, grâce au repêchage ou à la réalisation de l'une des meilleures performances parmi celles des « non qualifiés directement » (grâce au meilleur temps ou à la meilleure distance par exemple) (secondary qualifier)